# Vol Air France 447
Le 1er juin 2009, l'Airbus A330 assurant le vol Air France 447 (AF447), en provenance de Rio de Janeiro, au Brésil, et à destination de Paris, en France, s'écrase dans l'océan Atlantique, entraînant la mort des 228 personnes se trouvant à son bord, ce qui en fait l'accident le plus meurtrier de l'histoire d'Air France, ainsi que la pire catastrophe aérienne impliquant l'Airbus A330.
L'accident débute en vol de croisière à haute altitude (environ 10 700 m), lors de la traversée de la zone de convergence intertropicale (ZCIT). Les bateaux affrétés pour les premières recherches commencent à repêcher des corps et des débris cinq jours après l'accident. Les premières recherches sur le site de l'accident ne permettent de repérer ni l'épave principale ni les boîtes noires. Ces dernières sont finalement retrouvées en 2011, grâce à l'utilisation d'un robot sous-marin.
L'enquête sur les causes et circonstances de l'accident est confiée au BEA. Sous l'effet d'un violent orage, le givrage des sondes Pitot provoque la perte momentanée des indications de la vitesse de l'appareil et une indication erronée de l'altitude, ce qui déclenche la désactivation du pilote automatique. Le rapport final du BEA, publié le 5 juillet 2012, conclut que les réactions inappropriées des pilotes entraînent le décrochage de l'avion qui, faute de compréhension de l'origine du problème, se poursuit jusqu'à l'impact à grande vitesse avec la surface de l'océan.
Un procès en correctionnel commence le 10 octobre 2022 et s'achève le 8 décembre avec la décision d'une mise en délibéré au 17 avril 2023 : les deux prévenus, Air France et Airbus, poursuivis pour homicide involontaire, sont relaxés par le tribunal correctionnel de Paris. Le 27 avril le parquet fait appel. Un nouveau procès doit avoir lieu en septembre 2025.

## Déroulement des faits

### Avion

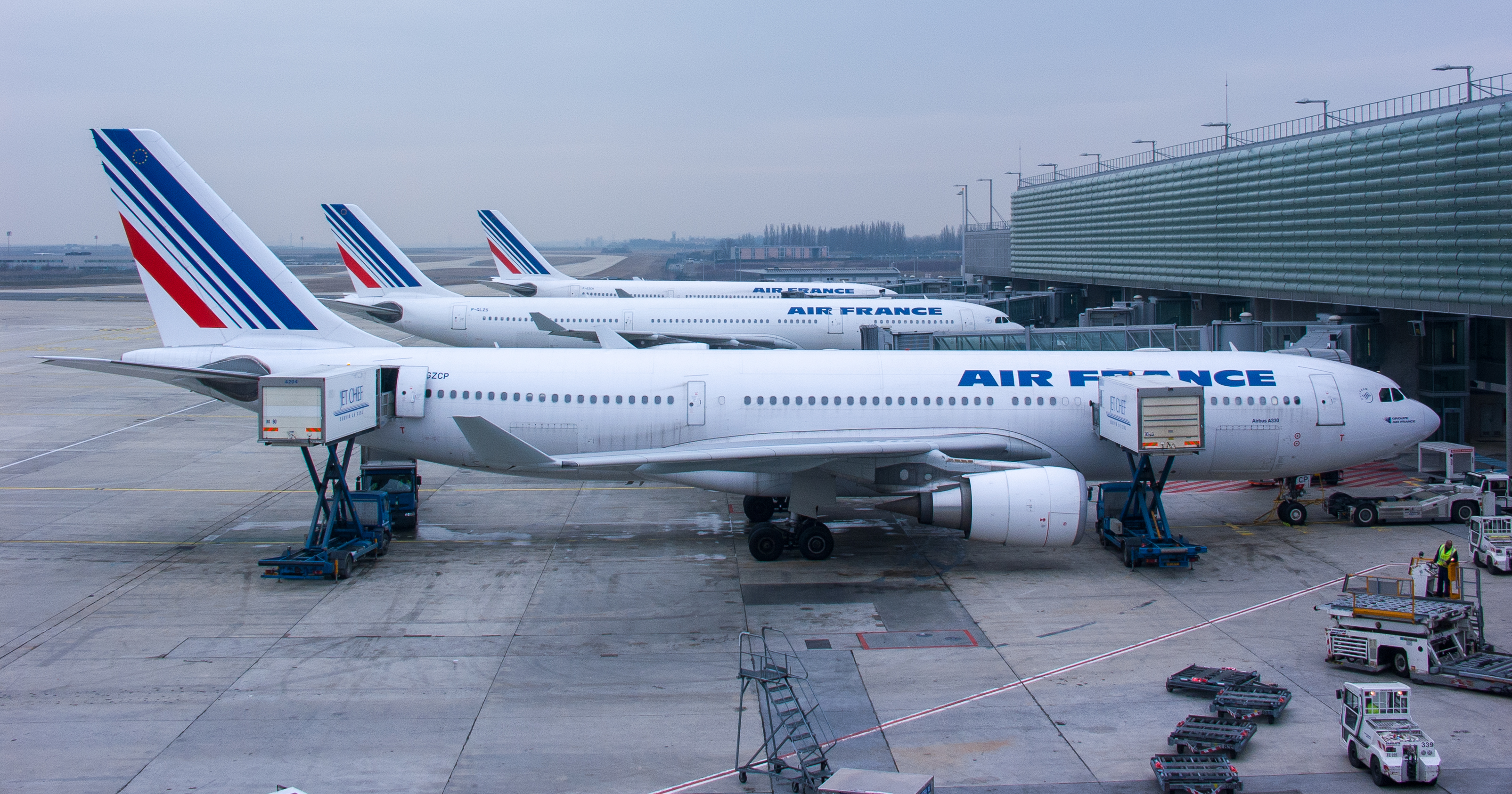
F-GZCP, l'A330 impliqué dans l'accident du vol 447, ici à l'aéroport de Paris-Charles-de-Gaulle en février 2008.

L'appareil impliqué est un Airbus A330-203 âgé de 4 ans, immatriculé F-GZCP (numéro de série MSN 660). Son premier vol a eu lieu le 25 février 2005, et il a été livré deux mois plus tard à la compagnie aérienne Air France, le 18 avril 2005. Au moment de l'accident, il s'agissait de l'exemplaire d'A330 le plus récemment acquis par Air France.
Cet avion long-courrier est propulsé par deux turboréacteurs à double flux, de type General Electric CF6-80E1A3, délivrant une poussée maximale au décollage de 269 à 305 kN, lui donnant une vitesse de croisière moyenne de Mach 0,82 à 0,86 (470 à 493 nœuds, 870 à 913 km/h), à 35 000 pieds (11 000 m) d'altitude et une autonomie de 12 500 km.
Au moment de l'accident, l'avion totalise environ 18 870 heures de vol,,, et aucun défaut significatif n’a été constaté lors de son dernier contrôle technique, le 16 avril 2009,.

### Équipage
Il y a trois membres du personnel navigant technique (PNT) sur ce vol : 
- le commandant de bord, Marc Dubois, 58 ans (pilote non en fonction (PNF)), qui a rejoint Air France en février 1988, après avoir passé plusieurs années chez Air Inter (qui a ensuite fusionné avec Air France), et totalise 10 988 heures de vol à son actif[4] (dont 6 258 en tant que commandant de bord), dont 1 700 heures sur Airbus A330[7] ; il a déjà effectué 16 rotations dans le secteur Amérique du Sud depuis son arrivée dans la division A330/A340 en 2007 ;

- le copilote, Pierre-Cédric Bonin, 32 ans (pilote aux commandes (PF)) a rejoint Air France en octobre 2003 et totalise 2 936 heures de vol, dont 807 heures sur Airbus A330 ; il a effectué cinq rotations dans le secteur Amérique du Sud depuis son arrivée dans la division A330/A340 en 2008. Son épouse Isabelle, professeur de physique, était également présente à bord ;

- le copilote de relève, David Robert (PNF), 37 ans, a rejoint Air France en juillet 1998 et totalise 6 547 heures de vol, dont 4 479 heures sur Airbus A330 ; il a effectué 39 rotations dans le secteur Amérique du Sud depuis son arrivée dans la division A330/A340 en 2002. Robert était diplômé de l'École nationale de l'aviation civile, qui fait partie des Grandes écoles, et était passé de pilote à cadre au centre des opérations de la compagnie aérienne. Il sert comme pilote sur ce vol pour pouvoir conserver ses qualifications de vol.

### Déroulement du vol
Le vol Rio de Janeiro–Paris AF447 (AFR447) du 31 mai 2009 était le vol régulier de la compagnie Air France entre l'aéroport international Antônio Carlos Jobim et celui de Roissy-Charles-de-Gaulle. Il transportait 228 personnes, dont 216 passagers et 12 membres d’équipage.
| |
| \| Dernière position connue · N2.98 W30.59 · 02:10, 1er juin Rio de Janeiro · 22:03, 31 mai Fernando de Noronha · 01:33, 1er juin Arrivée prévue à Paris · à 09:10, 1er juin \|                                        |
| Plan de vol approximatif du vol AF 447. La ligne rouge continue montre la route prise. Les pointillés indiquent le trajet prévu, d'après la position de la dernière transmission reçue. Toutes les heures sont en UTC. |
| Dernière position connue · N2.98 W30.59 · 02:10, 1er juin Rio de Janeiro · 22:03, 31 mai Fernando de Noronha · 01:33, 1er juin Arrivée prévue à Paris · à 09:10, 1er juin                                              |

L’avion avait décollé de Rio de Janeiro à 22 h 29 UTC pour une arrivée prévue à 9 h 3 UTC à Roissy (soit 10 h 34 de vol prévu pour une distance de 9 184 km entre les deux aéroports).
Les organismes du contrôle aérien n’ont plus reçu de nouvelles de l’avion après 1 h 35 min 53 s UTC le 1er juin, heure à laquelle l’équipage de l’Airbus communique sa dernière position avec le centre de contrôle de Recife (Brésil), au point tournant INTOL (1° 21′ 39″ S, 32° 49′ 53″ O), soit à 565 km de Natal au Brésil au-dessus de l'océan Atlantique.
Après cet ultime contact, seuls des messages automatiques de maintenance ont été transmis par l’avion via satellite.

### Conditions météorologiques
Le rapport final du BEA mentionne la présence de « tours convectives actives à l'altitude de vol de l'avion, confirmant la forte probabilité d’une turbulence marquée au sein de l’amas convectif traversé par la trajectoire du vol AF 447 ».
La majorité des autres avions ayant fréquenté la zone dans le même sens ou dans le sens contraire font un détour conséquent pour éviter une zone fortement perturbée. Le vol AF 447 fait également un détour, plus limité, en altérant son cap de 15 degrés vers la gauche, environ deux minutes avant l'incident ayant provoqué la formation de cristaux de glace sur les sondes de mesure de vitesse (sondes Pitot) considéré comme point de départ de l'accident.

### Dernières minutes de vol

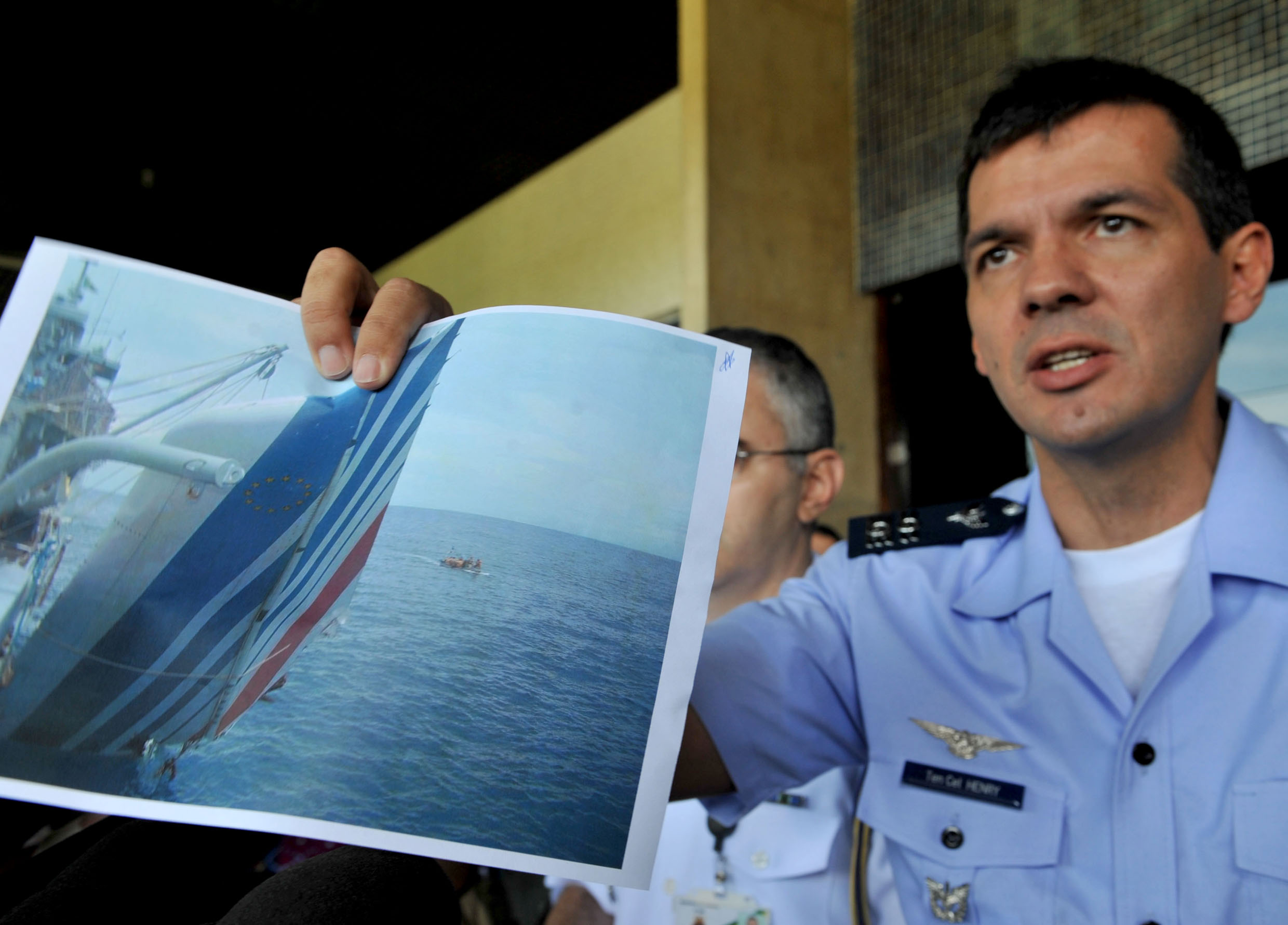
Le lieutenant-colonel Henry Munhoz montre une photographie de la récupération de certaines pièces de l'Airbus A330.

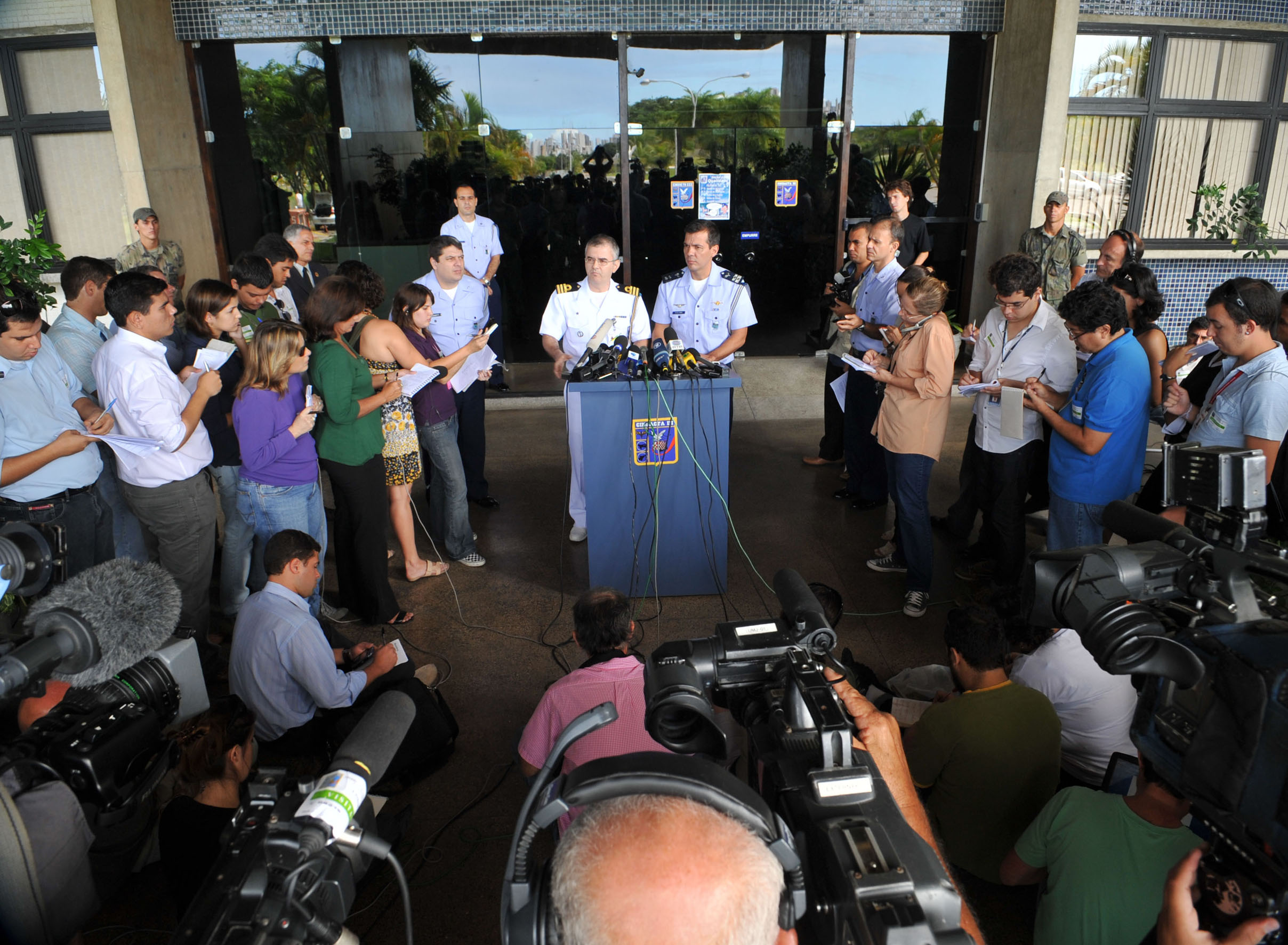
Conférence de presse sur la recherche du vol AF 447 avec des journalistes du monde entier.

Quelques minutes avant le crash, le commandant de bord est remplacé par le copilote de relève. Le commandant de bord quitte le cockpit pour aller se reposer en cabine de repos. Le second copilote, le plus jeune (trente-deux ans), est alors aux commandes (pilote en fonction : PF). Il devient, du fait de ce statut et de l'absence du commandant dans la cabine de pilotage, le responsable du vol. En effet, bien que ce point n'ait pas été explicitement défini par le commandant avant son départ en repos, les règles disposent qu'en l'absence du commandant, « le PF est dépositaire de l'autorité du commandant ».
L'avion est sous pilotage automatique, en IFR (Instrument Flight Rules) de nuit et dans une couche nuageuse, au niveau de vol 350 (35 000 pieds soit environ 10 600 mètres) quand il entre dans la zone de convergence intertropicale où se trouve un système convectif de méso-échelle avec des cumulonimbus s'élevant jusqu'à 50 000 pieds (15 km),,,.
Les pilotes, s'attendant à des turbulences, appliquent une stratégie d'évitement : ils surveillent le radar et, suivant la suggestion du copilote non en fonction (PNF), le PF modifie légèrement la trajectoire vers la gauche ; le personnel navigant commercial est informé de la situation.
À 2 h 10 min 5 s (UTC), le pilotage automatique et l'auto-manette se désengagent, et l'alarme de déconnexion du pilote automatique, dite « cavalry charge », se déclenche. La présence de glace en raison du givrage a obstrué les trois sondes Pitot et entraîné une modification brutale des vitesses indiquées, et l'écart entre les indications des différentes sondes a entraîné le désengagement des automatismes.
La vitesse affichée côté gauche est restée erronée pendant 29 s (ce qui pourrait expliquer que le PF ait cabré nettement pour éviter une survitesse) ; l'indication en place droite n'était pas enregistrée, mais divers recoupements permettent de dire que le Pitot 2 a givré pendant 41 s. La troisième sonde est restée givrée pendant près d'une minute. Le PNF ayant sélectionné cette sonde de secours sur l'indicateur de vitesse droit, les deux indications de vitesse sont redevenues fonctionnelles une minute après le début de l'incident. En l'absence de vitesse air valide, les calculateurs ne corrigent plus l'erreur d'altitude causée par les effets de la vitesse sur la mesure de pression statique et l'altitude indiquée chute de 300 ft (quatre-vingt-dix mètres).
Le copilote en fonction annonce « J'ai les commandes » : le vol est turbulent, il agit sur le mini-manche de façon relativement importante notamment vers l'arrière (action à cabrer) tout en contrant un roulis important.
À 2 h 10 min 10 s (UTC), l'alarme de décrochage « Stall stall stall » retentit pendant 3 s (à cet instant précis, l'alarme indique seulement une « approche du décrochage » : celui-ci intervient quarante-quatre secondes plus tard). À 2 h 10 min 11 s (UTC), le PNF (copilote) manifeste son incompréhension « Qu'est-ce que c'est que ça ? » sans que cette question ne suscite une réaction du PF, du moins d'après les données du CVR (cockpit voice recorder). À 2 h 10 min 14 s (UTC), le PF indique : « On n'a pas une bonne annonce… de vitesse » alors que l'alarme de décrochage « Stall, stall, stall » retentit à nouveau.
L'appareil prend de l'altitude et atteint 37 924 pieds (environ 11 560 mètres). Le copilote PNF indique qu'il faut « redescendre ». L'augmentation de l'altitude (près de mille mètres en une minute environ) entraîne, par transfert d'énergie, une diminution de la vitesse et, pour maintenir la portance, une augmentation involontaire de l'incidence de l'avion jusqu'au décrochage. Le pilote en fonction exerce quelques actions à piquer (en poussant sur le manche), mais pas suffisamment pour empêcher le décrochage.

### Interactions entre les pilotes et la machine

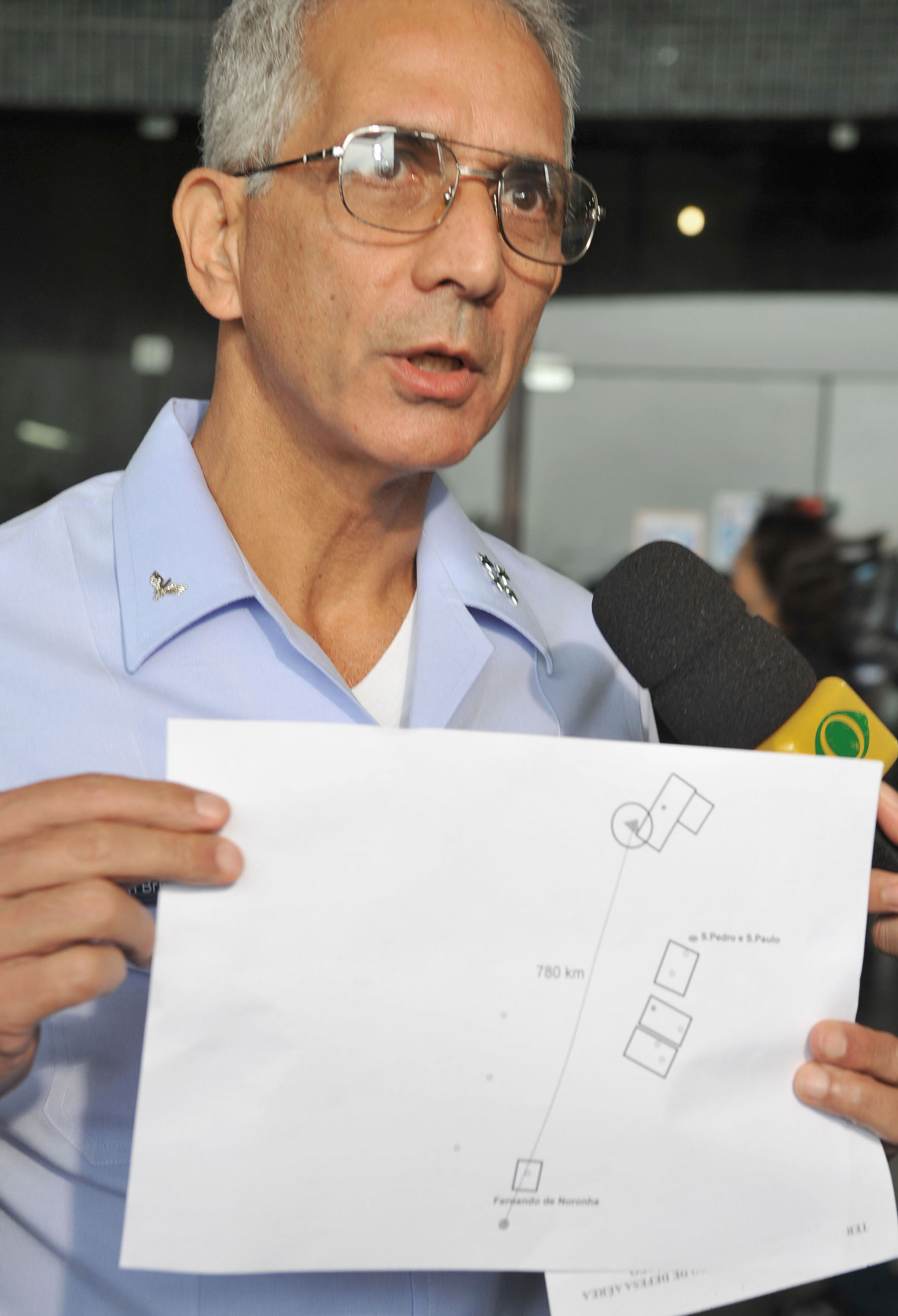
Le brigadier Cardoso parle de la recherche de l'épave.

L'alarme de décrochage retentit à 75 reprises jusqu'au crash. Durant les quatre minutes et vingt-quatre secondes que dure le décrochage, les pilotes n'ont jamais évoqué explicitement cette alarme entre eux (en dehors de la manifestation d'incompréhension du PNF mentionnée ici plus haut).
À 2 h 10 min 51 s, l'alarme de décrochage se déclenche à nouveau. L'avion perd de l'altitude de manière importante, mais les pilotes ne comprennent pas ce qui se passe. Le pilote en fonction continue de tirer sur le manche, ce qui maintient l'appareil en situation de décrochage.
À 2 h 11 min 32 s, le PF annonce « je n’ai plus le contrôle de l’avion là. J’ai plus du tout le contrôle de l’avion. » L'autre copilote (PNF) annonce qu'il prend les commandes (il appuie sur le bouton ce qui rend son mini-manche actif). Le PF reprend, sans l'annoncer, la priorité, et continue d'essayer de manœuvrer l'avion en tirant sur le manche, ce qui maintient la situation de décrochage.
À 2 h 11 min 43 s, le commandant de bord revient dans le cockpit et dit « Eh qu’est-ce que vous (faites) ? » L'incidence atteint 40° et la perte d'altitude s'accélère (vitesse verticale d'environ 180 km/h). L'incidence mesurée est si importante que les vitesses indiquées deviennent trop faibles (en dehors du domaine de vol de l'avion) et donc invalides pour le système, ce qui fait cesser l'alarme de décrochage.
À 2 h 12 min 13 s, le copilote de gauche demande au commandant de bord « Qu’est-ce que tu en penses ? Qu’est-ce que tu en penses ? Qu’est-ce qu’il faut faire ? » Le commandant de bord répond : « Là, je sais pas là, ça descend. » Lorsque les pilotes arrêtent de tirer sur le manche, la vitesse mesurée augmente dans des proportions insuffisantes pour contrer le décrochage, mais suffisantes pour que la vitesse soit reconnue par le logiciel d'alarme et provoque, à nouveau, l'annonce de décrochage (« stall »). Cela ne les encourage probablement pas à pousser sur le manche. Le décrochage continue et l'équipage s'aperçoit de la perte d'altitude. Les conversations montrent que les pilotes n'envisagent pas qu'ils puissent être en décrochage, et n'entreprennent rien pour en sortir.
Vers 2 h 13 min 40 s, le copilote commence à pousser sur le manche alors que l'avion atteignait 9 000 pieds (2 700 mètres environ : l'appareil a donc perdu environ 8 000 mètres en moins de quatre minutes). Le copilote de droite dit « Mais je suis à fond à cabrer depuis tout à l’heure. » Le commandant de bord répondit : « Non non non, ne remonte pas », le copilote de gauche dit « Alors descends… Alors donne-moi les commandes… À moi les commandes. » Le copilote de droite répond : « Vas-y tu as les commandes on est en TOGA (Takeoff/Go-around) toujours, hein. »
À 2 h 14 min 5 s, le commandant de bord dit : « Attention tu cabres là. » Le copilote de gauche « Je cabre ? » Le copilote de droite : « Ben il faudrait on est à quatre mille pieds. (1 200 mètres environ) »
À 2 h 14 min 17 s, les alarmes « Sink rate » (taux de descente) et « Pull up » (tirez) se déclenchent, indiquant que la surface de l'océan se rapproche trop rapidement. L'altitude indiquée est 2 140 pieds (650 mètres environ : l'impact avec la surface de l'océan intervient 11 secondes plus tard). Le commandant de bord : « Allez tire. » Le copilote de gauche « Allez on tire, on tire, on tire, on tire. »
À 2 h 14 min 26 s, le mini-manche à gauche est positionné « à piquer » alors que celui de droite était en butée « à cabrer » et autour du neutre en latéral. Le commandant de bord annonce : « (Dix) degrés d’assiette ». L'impact suit de peu (2 h 14 min 28 s). La durée entre la désactivation du pilote automatique et l'impact au contact de l'océan est donc de quatre minutes et vingt-trois secondes.

### Situation en cabine
D'après le rapport final du collège des médecins chargés d’enquêter sur les derniers moments des passagers (un document d'une trentaine de pages) : « durant la période qui s’étend du décrochage jusqu’à l’impact, la plupart des passagers n’ont probablement pas eu conscience de la situation en cours d’évolution ». Autrement dit, personne en cabine ne se doutait qu'il allait mourir. Pour soutenir cette thèse, le rapport s'appuie sur plusieurs éléments vraisemblables :
- aucun cri en provenance de la cabine n'est recensé ;
- aucune utilisation des signaux pour appeler le personnel navigant n'est recensée ;
- il faisait nuit et les stores des hublots étaient fermés pour l'occasion (pas de repères géospatiaux) ;
- la majorité des passagers n'étaient pas attachés à leur ceinture de sécurité, ce qui aurait été le cas dans une situation de détresse ;
- la mobilité du personnel de cabine était normale, le phénomène de buffeting (tremblements)[21] s'étant produit au début de la séquence, au moment où l'avion commença à décrocher ;
- les mouvements et les bruits liés à la chute de l'appareil purent être interprétés comme de simples turbulences atmosphériques, d'après Gérard Arnoux, commandant de bord Airbus et porte-parole des familles brésiliennes.

Dans un documentaire consacré à l'accident, un ancien pilote émet l'hypothèse que si le commandant de bord était revenu dans le cockpit, c'est parce qu'il avait senti que le comportement de l'avion n'était pas normal.
L'ancien pilote et consultant aéronautique Jean Serrat évoque « des passagers remués dans tous les sens ».
Gérard Arnoux, ancien pilote Air France, évoque lui « un bruit d'enfer ».
Durant la phase de décrochage, plusieurs appels ont été tentés depuis la cabine vers le poste de pilotage, ce qui laisse à penser qu’une situation anormale a bien été perçue en cabine, tout au moins par le personnel navigant.

### Impact
Trois minutes et trente-huit secondes après le début du décrochage, l'appareil heurte la surface de l'eau avec une vitesse sol (horizontale) de 107 nœuds (198 km/h) et une vitesse verticale de −10 912 pieds par minute (200 km/h). Ce qui fait une vitesse vraie de 281 km/h à un angle de 45.3° vers le bas. L'assiette était de 16.2° à cabrer, le roulis était de 5.3° à gauche et le cap magnétique était de 270°. Durant cette chute, l'avion avait effectué un virage sur la droite de plus de 180°. Les enregistrements s’arrêtèrent à 2 h 14 min 28 s, soit au moment de l'impact.

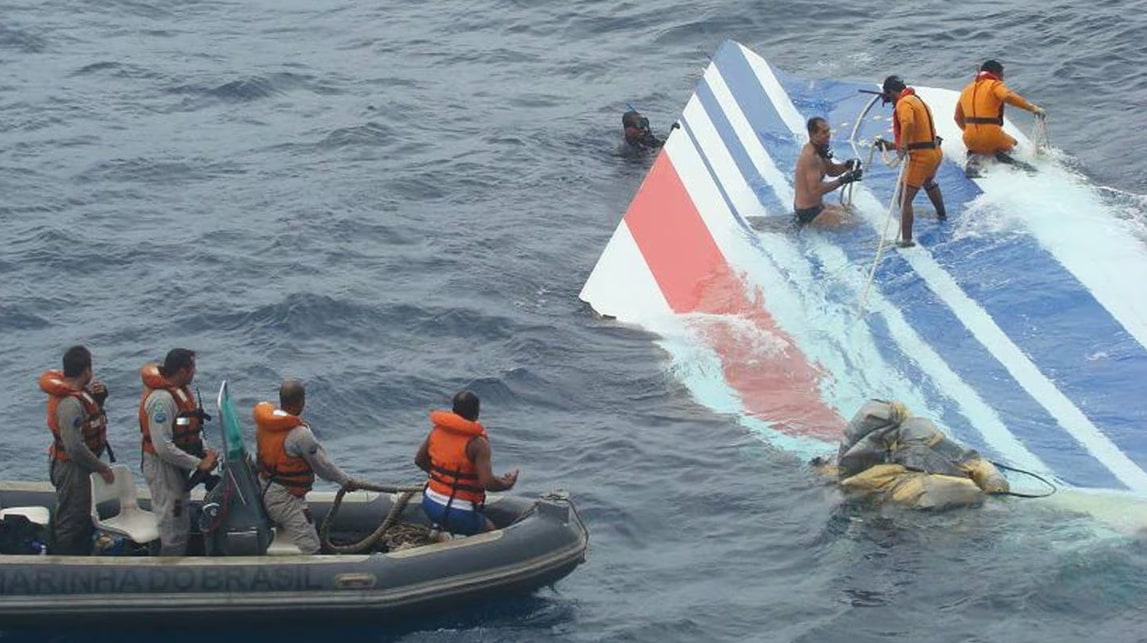
La dérive de l'A330 accidenté, récupérée au large de la côte brésilienne.

L'appareil se désintégra aussitôt, tuant sur le coup les 228 personnes à bord (des autopsies pratiquées sur 3 victimes montrent que ces dernières sont mortes de polytraumatismes ; il n'y a pas eu de morts par noyade). Il n'y a pas de signe indiquant qu'un incendie s'est déclaré avant ou au moment de l'impact avec la surface de l'eau.
Les débris les plus denses coulèrent le plus rapidement et atteignirent en premier une plaine abyssale située sur le flanc est de la dorsale médio-atlantique, à une profondeur de 3 900 mètres, à un endroit où le fond océanique est plat et constitué de sédiments argileux. Les autres débris moins denses se répartirent sur un alignement de plusieurs centaines de mètres en direction de l'ouest-sud-ouest, sauf un morceau de fuselage de sept mètres avec des hublots qui gisait 2,5 km plus loin.

### Notes d'information du BEA, publiées après la récupération des enregistreurs de vol

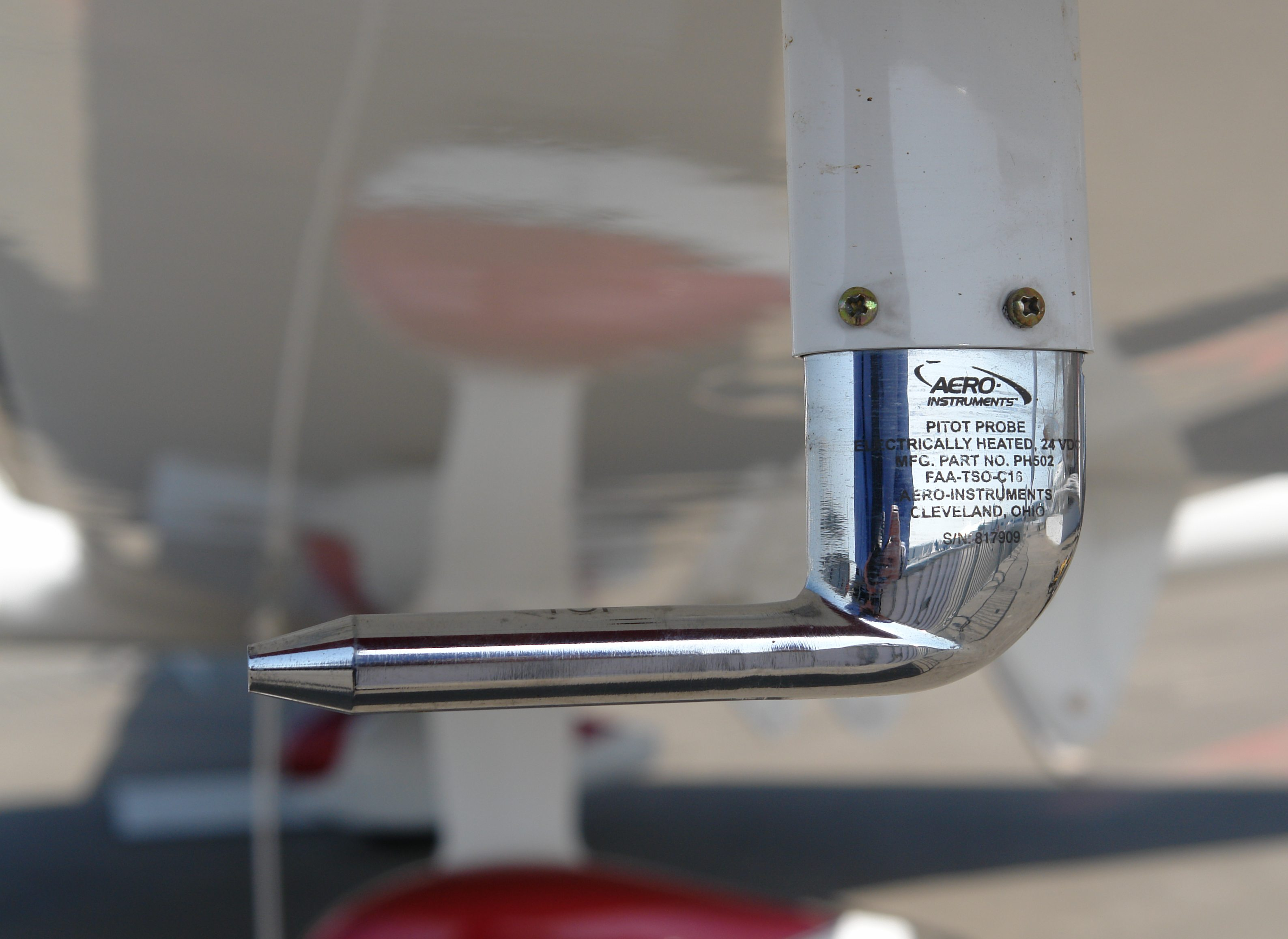
Un modèle du tube de Pitot.

### Rapport final du BEA

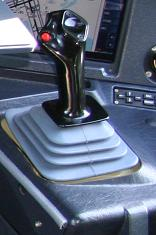
Un des deux mini-manches latéraux qui équipent le poste de pilotage des Airbus.

## Recherches de l'appareil et des boîtes noires

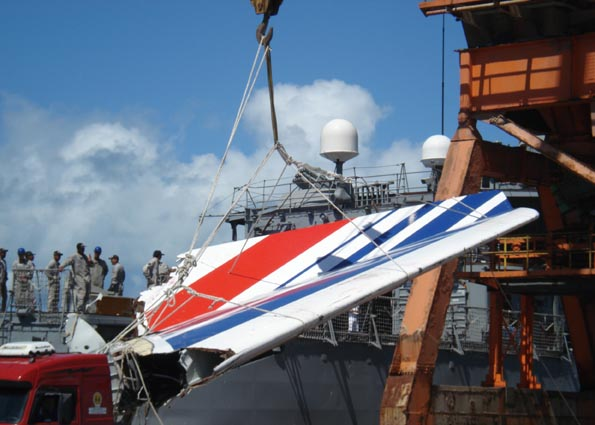
La frégate brésilienne Constituição arrive au port de Recife, transportant la dérive de l'Airbus A330 d'Air France qui s'est abîmé en mer le 1 juin 2009.

La profondeur et l'incertitude du lieu du crash n'ont pas permis de retrouver les boîtes noires de l'appareil durant la période où elles émettaient un signal ultrason afin de les localiser. Les balises ultrasonores ont une autonomie d'une durée maximale d'une trentaine de jours à compter de leur immersion ; or les recherches de l'appareil et des boîtes noires du vol 447 ont duré près de deux ans et ont mis en œuvre des moyens aériens, maritimes et sous-marins très importants.
Finalement, l'épave et les deux boîtes noires furent retrouvées au printemps 2011 grâce à un robot sous-marin à la position 3° 03,9′ N, 30° 33,78′ O. Les données contenues dans les boîtes noires en ont été extraites le 16 mai 2011 afin d'être analysées.

## Passagers et personnel navigant
Au total, 228 personnes se trouvaient à bord du vol 447, dont 216 passagers, 3 pilotes et 9 membres d’équipage en cabine. Parmi les passagers, il y avait un nourrisson, 7 enfants (moins de 12 ans), 82 femmes et 126 hommes.
Sur les 12 membres d'équipage (pilotes et personnels de cabine), 11 étaient de nationalité française et un de nationalité brésilienne. La majorité des passagers étaient des citoyens français, brésiliens ou allemands ; les passagers comprenaient en grande majorité des hommes d'affaires et des vacanciers.
Air France a établi un centre de crise au terminal 2D pour les 60 à 70 parents et amis arrivés à l'aéroport de Paris-Charles-de-Gaulle pour récupérer les passagers à l'arrivée, mais de nombreux passagers du vol 447 étaient en correspondance vers d'autres destinations dans le monde. Dans les jours qui suivent, la compagnie aérienne contacte près de 2 000 personnes proches ou amies des victimes.
Le 20 juin 2009, Air France a annoncé que chaque famille de victime recevrait environ 17 500 € d'indemnisation initiale.

### Identification des victimes

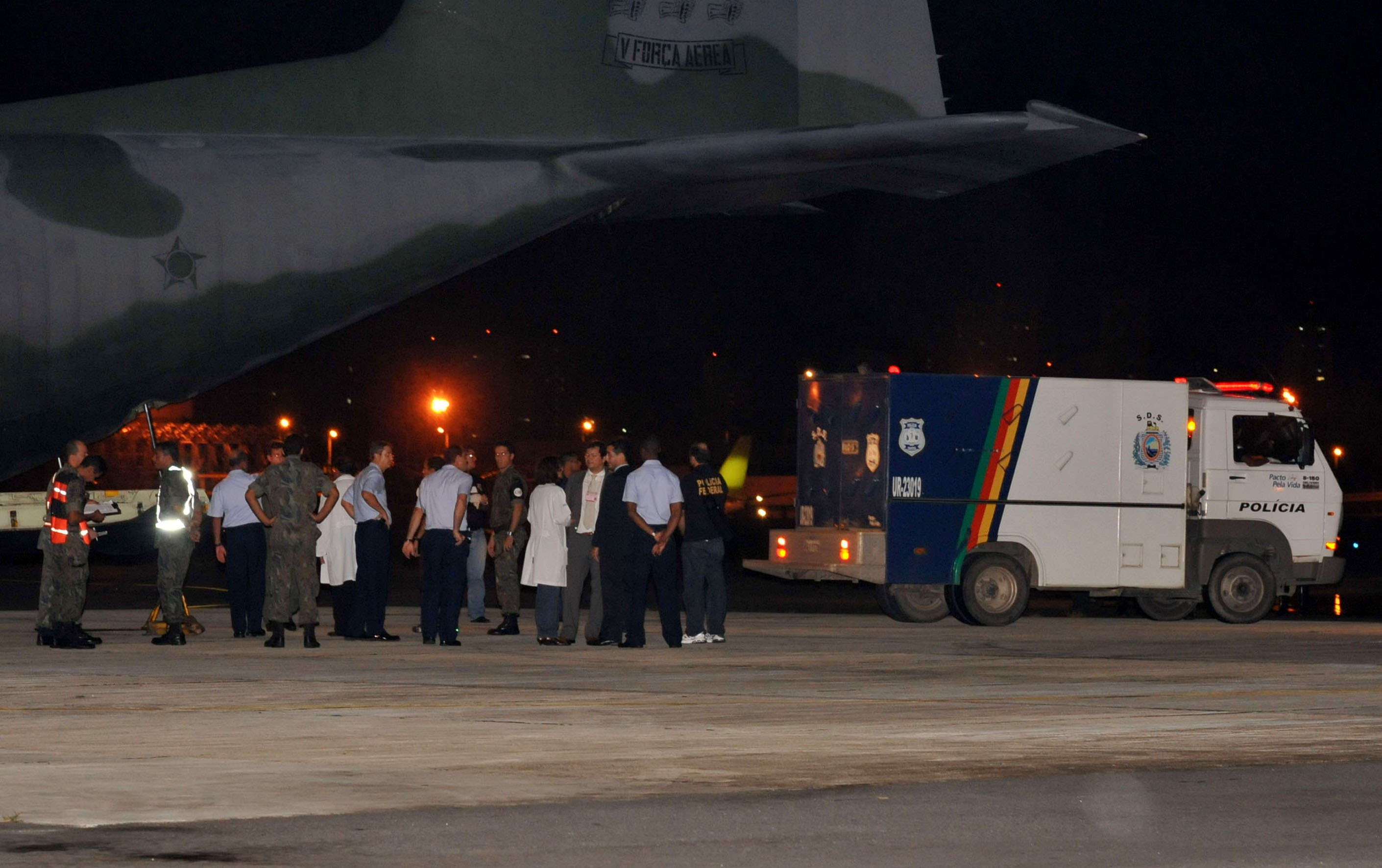
Les corps retrouvés dans l'océan sont transférés à la morgue pour autopsie et identification.

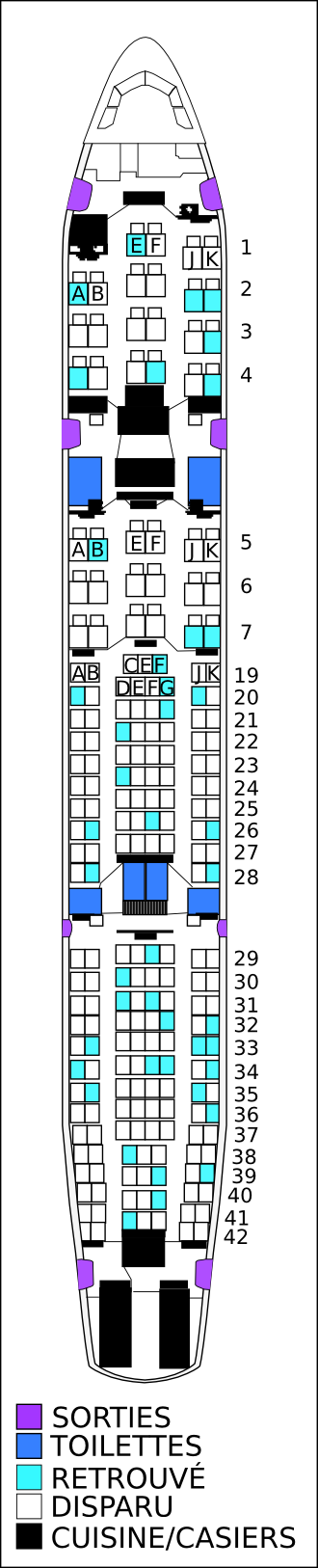
Plan des sièges du vol Air France 447 avec indication des corps retrouvés (44/51 personnes) pendant les recherches de 2009.

Dès le 1er juin 2009, l'Institut de recherche criminelle de la gendarmerie nationale est chargé des prélèvements ADN sur les familles de disparus, du recueil des données dentaires ou éventuelles prothèses des disparus. Le 6 juin 2009, l'armée brésilienne annonça avoir repêché des corps (deux corps de sexe masculin) et des débris dont un billet du vol trouvé dans une mallette et un siège bleu appartenant au vol AF447,,,,.
La France a nommé un ambassadeur chargé des relations avec les familles des passagers du vol AF447, Pierre-Jean Vandoorne, qui a pour mission d'assister les familles des 228 passagers « notamment en facilitant leurs relations avec les administrations et avec Air France, il est également chargé de veiller à la bonne coopération entre les services français et les autorités étrangères concernées par cette catastrophe ».
L'identification des victimes s'effectue grâce à une cellule d'investigation divisée en deux parties : ante et post mortem,. L'équipe ante mortem est chargée de recueillir auprès des familles le plus de renseignements possibles permettant l'identification des corps, tandis que le groupe post mortem travaille directement sur les corps,. Les familles ont accepté de se soumettre à des tests ADN, car cette technique constitue un dernier recours si les corps sont trop abîmés après plusieurs jours dans l'eau salée,. Le 24 juin, le corps du commandant de bord Marc Dubois et celui d'un steward sont identifiés.
En février 2012, près de trois ans après l'accident, ont également été identifiés le corps du copilote Pierre Cédric Bonin et celui de son épouse Isabelle. Leurs funérailles ont lieu au Cap Ferret le 11 février 2012.
En tout, 104 corps des passagers et membres d'équipage ont été remontés à la surface, identifiés et remis à leurs familles. Le panier ayant servi à remonter les corps est aujourd'hui un mémorial qui repose au fond de l'océan, à l'endroit même où l'épave a été retrouvée.

### Personnalités à bord
À bord de l'avion, se trouvaient notamment :
- le prince Pedro Luiz d'Orléans-Bragance, 4e dans l'ordre de succession à l'ancien trône du Brésil[39],[40], 26 ans ;
- Giambattista Lenzi, conseiller régional du Trentin-Haut-Adige pour l'Union[41], 57 ans ;
- Luigi Zortea, maire de Canal San Bovo[42] ;
- Silvio Barbato, chef d'orchestre à l'orchestre symphonique du théâtre municipal de Rio de Janeiro[43], 50 ans ;
- Fatma Ceren Necipoğlu, harpiste turque, 37 ans ;
- Luis Roberto Anastácio, PDG de la filiale d’Amérique du Sud du groupe Michelin[39] ;
- Antônio Augusto Gueiros, directeur régional de l'informatique pour Michelin à Rio[44] ;
- Erich Walter Heine, président de la filiale brésilienne du groupe sidérurgique allemand ThyssenKrupp[44],[39].

### Hommages aux victimes

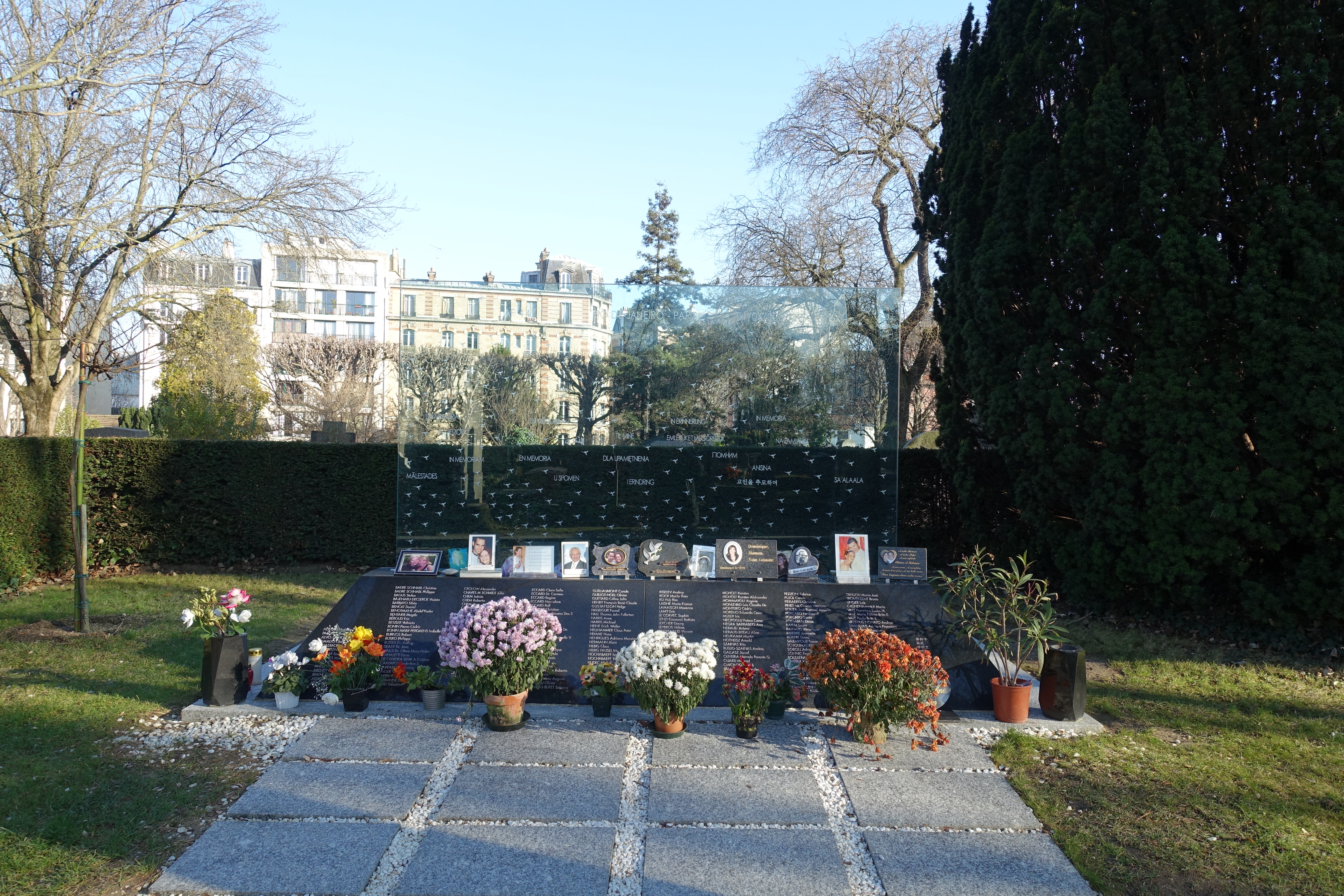
La stèle en mémoire des disparus en décembre 2016 à Paris.

Le 3 juin 2009, une cérémonie interreligieuse à la mémoire des victimes est organisée sur le parvis de la cathédrale Notre-Dame de Paris.
Le 28 juin 2009, la marine brésilienne a organisé avec des familles de victimes une cérémonie œcuménique en mer, non loin de la zone de crash. La cérémonie s'est déroulée à bord de la frégate Bosisio.
Le 12 septembre 2009, l'association Entraide et solidarité AF 447 est créée pour l'aide aux victimes et pour entretenir leur mémoire.
Le 7 novembre 2009, les familles des victimes se retrouvent à Rio de Janeiro pour rendre hommage aux disparus et inaugurer une stèle,,.
Le matin du 1er juin 2010, une cérémonie est organisée par Air France dans une salle de conférences du parc floral de Paris en présence de Pierre-Henri Gourgeon, directeur général d'Air France, Dominique Bussereau, secrétaire d'État aux Transports et Jean-Paul Troadec, directeur du Bureau d'enquêtes et d'analyses (BEA),,. Ce même jour dans l'après-midi, une stèle est dévoilée au cimetière du Père-Lachaise en présence des familles des victimes,.
Le matin du 1er juin 2011, une cérémonie privée organisée par Air France rend hommage au personnel d'équipage décédé dans la catastrophe. Plus tard dans la journée, une cérémonie devant la stèle au cimetière du Père-Lachaise est organisée en présence des familles des victimes, de Pierre-Henri Gourgeon et de Jean-Cyril Spinetta, président du conseil d'administration d'Air France-KLM.
Le 1er juin 2016, Juliette Méadel, secrétaire d'État chargée de l'Aide aux victimes, participe à l'hommage aux victimes devant la stèle à Paris.
Le 1er juin 2019, pour les dix ans de la catastrophe, le Consul-général de France à Rio de Janeiro, Jean-Paul Guihaumé s'est rendu au parc Penhasco pour rendre hommage aux victimes. Le même jour, une autre cérémonie s'est tenue au cimetière du Père Lachaise.

## Enquêtes

### Enquêtes judiciaire et technique en France
En France, deux enquêtes par des services de l'État sont ouvertes :
- une enquête judiciaire. Un juge d'instruction du tribunal de grande instance de Paris fut saisi de l'enquête et une information judiciaire pour homicide involontaire est ouverte le 5 juin 2009. Le juge a donné commission rogatoire à la Gendarmerie nationale (Gendarmerie des transports aériens)[58] ;
- une enquête technique, destinée à la prévention de futurs accidents[59]. L'accident étant survenu dans les eaux internationales, l'enquête technique aéronautique est confiée aux autorités du pays d'immatriculation de l'avion, c'est-à-dire au Bureau d'enquêtes et d'analyses (BEA)[60] pour la France.

### Premiers éléments

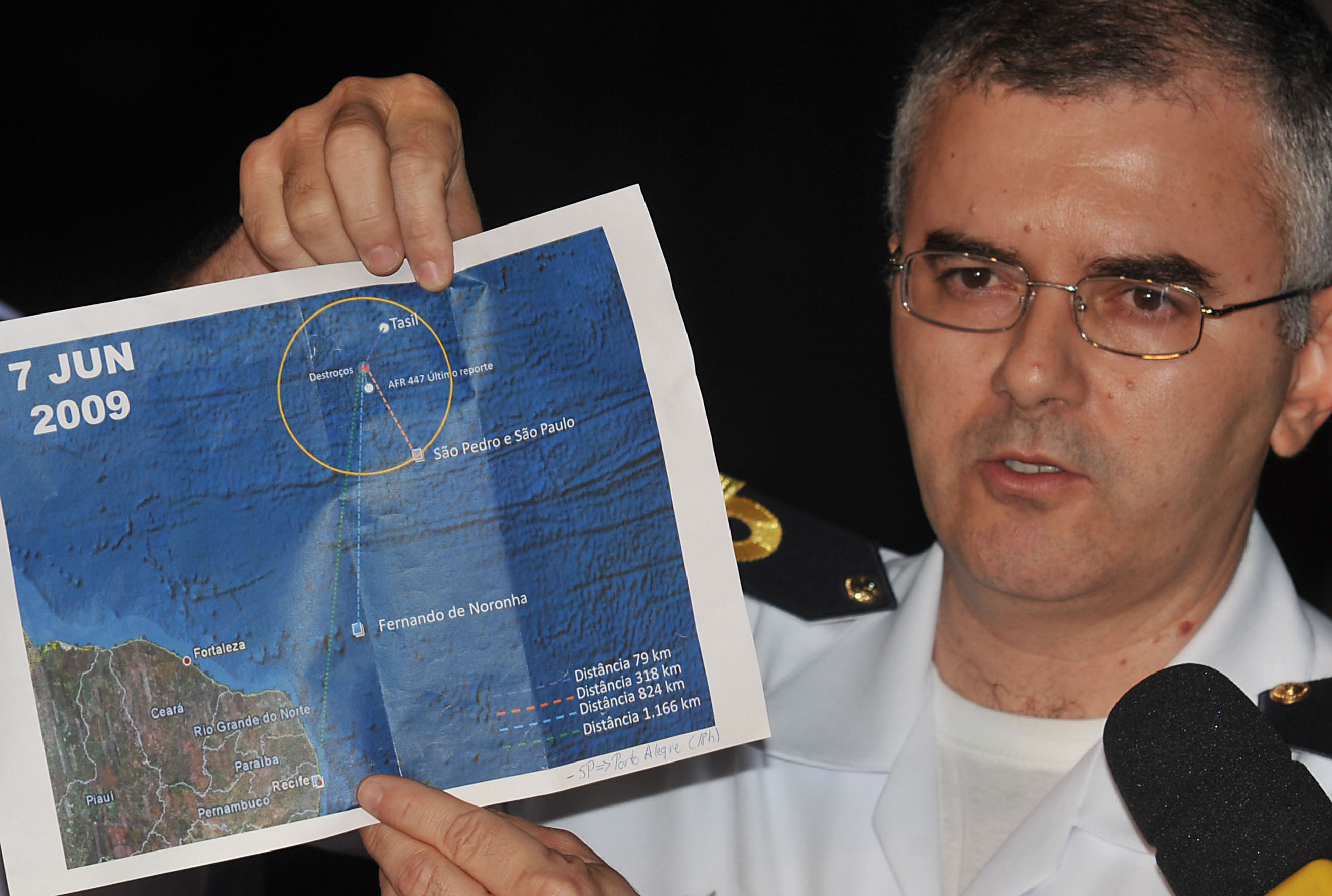
Recife : le 8 juin 2009, le capitaine de frégate brésilien Giucemar Tabosa Cardoso montre une carte avec la localisation des débris de l'Airbus A330-203.

Selon Le Canard enchaîné, qui a pris connaissance d'un document technique interne, Air France sut très vite, au vu des messages automatiques « ACARS » transmis à partir de 2 h 11 (UTC) par l'appareil, que le problème venait des tubes Pitot. La note technique « NT-34-029 » décrivait la défaillance liée aux cinq pannes simultanées.
Le système ACARS ayant rapporté une succession de défaillances dans un court intervalle, plusieurs hypothèses furent envisagées. Selon le directeur de la communication d’Air France, une hypothèse était un foudroiement de l’appareil (mais il serait revenu sur ces déclarations sources) conjugué à d'autres pannes qui auraient entraîné une panne électrique,. Parmi les autres hypothèses, étaient notamment envisagées des pannes consécutives à de très fortes turbulences ou une attaque terroriste.
Le 3 juin 2009, lors d'une conférence de presse, le BEA déclarait « ne pas être d’un optimisme total » sur la possibilité de retrouver les boîtes noires. Le 5 juin 2009, le cabinet d'avocats londonien Stewarts Law annonça mener des investigations pour examiner dans quelle mesure la catastrophe serait à rapprocher des événements survenus au cours du vol Qantas 72 du 7 octobre 2008. Le 7 juin 2009, l'AFP rapportait que « des informations convergentes ont émergé » mettant en cause les systèmes de mesure de la vitesse (tubes Pitot) des Airbus A330. Le 25 juin 2009, le Conseil national de la sécurité des transports américain (NTSB) ouvrit une enquête au sujet d'incidents sur des A330 qui avaient perdu les informations fiables concernant altitude et vitesse.

### Deux rapports du BEA avant l'obtention des enregistreurs de vol
Le 2 juillet 2009, le BEA a publié un rapport intermédiaire. Ce rapport inclut une description détaillée de tous les faits connus et une synthèse de l'examen visuel des débris (dérive…). L'examen visuel des débris « montre que l’avion n’a pas été détruit en vol ; il paraît avoir heurté la surface de l’eau en ligne de vol, avec une forte accélération verticale ».
Un deuxième rapport du BEA présenté le 17 décembre 2009 conclut au fait que l'avion était entier lorsqu'il a touché l'eau avec une assiette légèrement cabrée. Il précise également qu'il n'y a eu aucune dépressurisation, les containers des masques à oxygène étant restés fermés. Mais les causes de l'accident ne sont encore pas définies.

### Réaction des pilotes
Le 4 octobre 2009, le syndicat des pilotes d'Air France (Spaf) affirme que les sondes Pitot ont joué un rôle essentiel dans le crash du vol AF447. Son président, Gérard Arnoux affirme que l'accident aurait « sans doute pu être évité » si les capteurs avaient été changés plus tôt.
Le syndicat des pilotes fait remarquer en 2015 que Thales, dès 2006, avait écrit que « la vitesse, l'incidence et l'altitude sont des paramètres vitaux pour la sécurité des vols » et que « la perte de ces paramètres pouvait être la cause de crash d'avions, particulièrement en cas de givrage des sondes ».

### Problèmes météorologiques ultérieurs, sur le même vol, 6 mois après
Dans la nuit du 29 au 30 novembre 2009, un autre A330-200 d'Air France effectuant le même vol (AFR445) entre Rio et Paris a lui aussi rencontré des problèmes météorologiques au-dessus de l'océan Atlantique. L'appareil a en effet rencontré une zone de turbulences sévères. Air France précise dans un communiqué de presse que l'équipage, n'ayant pas pu joindre le contrôle aérien, a dû — après l'émission d'un message-radio d'urgence — amorcer une descente pour rejoindre un niveau de vol moins turbulent. Après une demi-heure de turbulences modérées à fortes, le vol a pu se poursuivre normalement.

### Mise en examen d'Air France et d'Airbus
En mars 2011, le constructeur Airbus puis la compagnie Air France ont été mis en examen à Paris pour homicides involontaires.

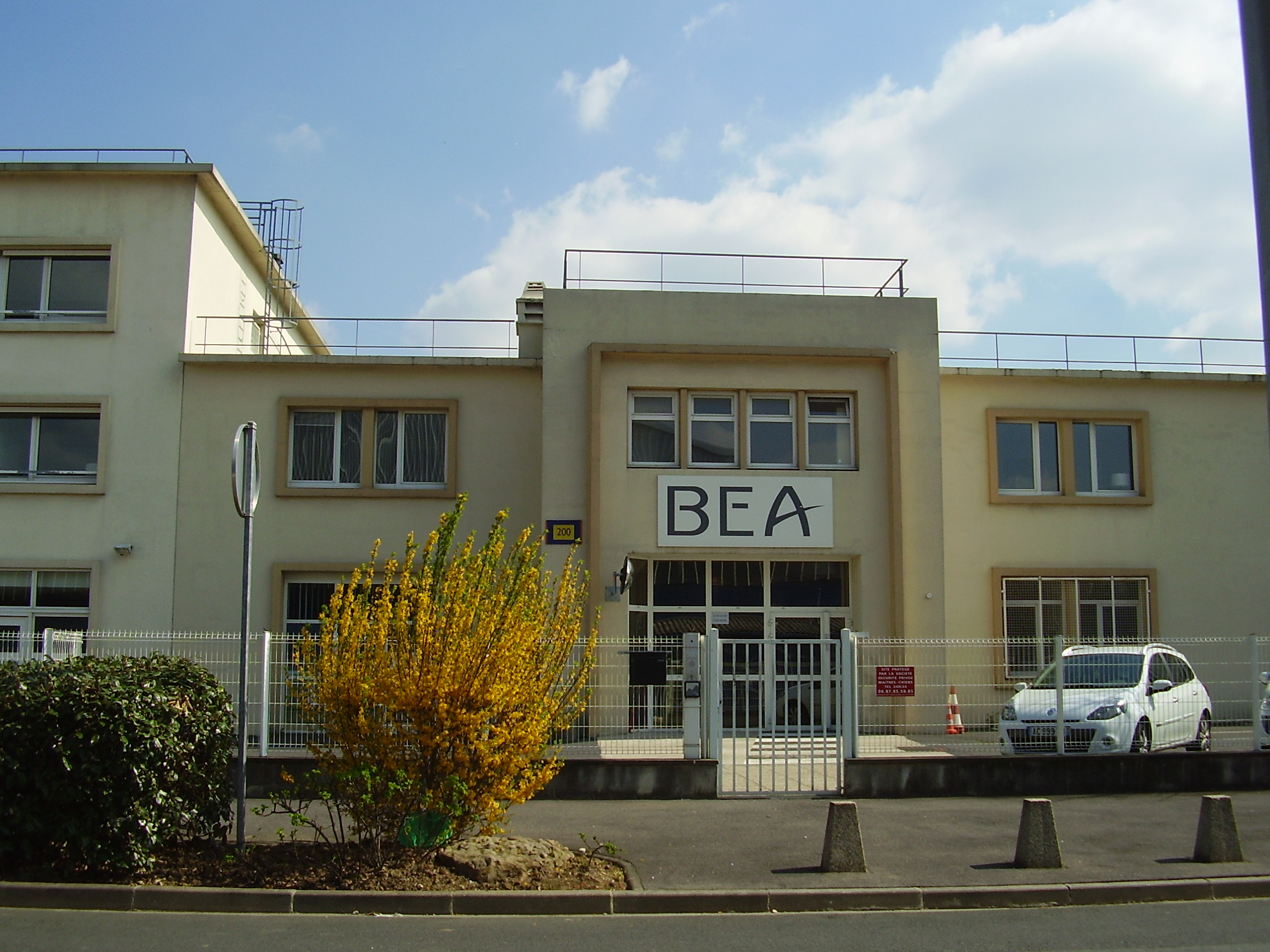
Le siège du BEA à l'aéroport du Bourget.

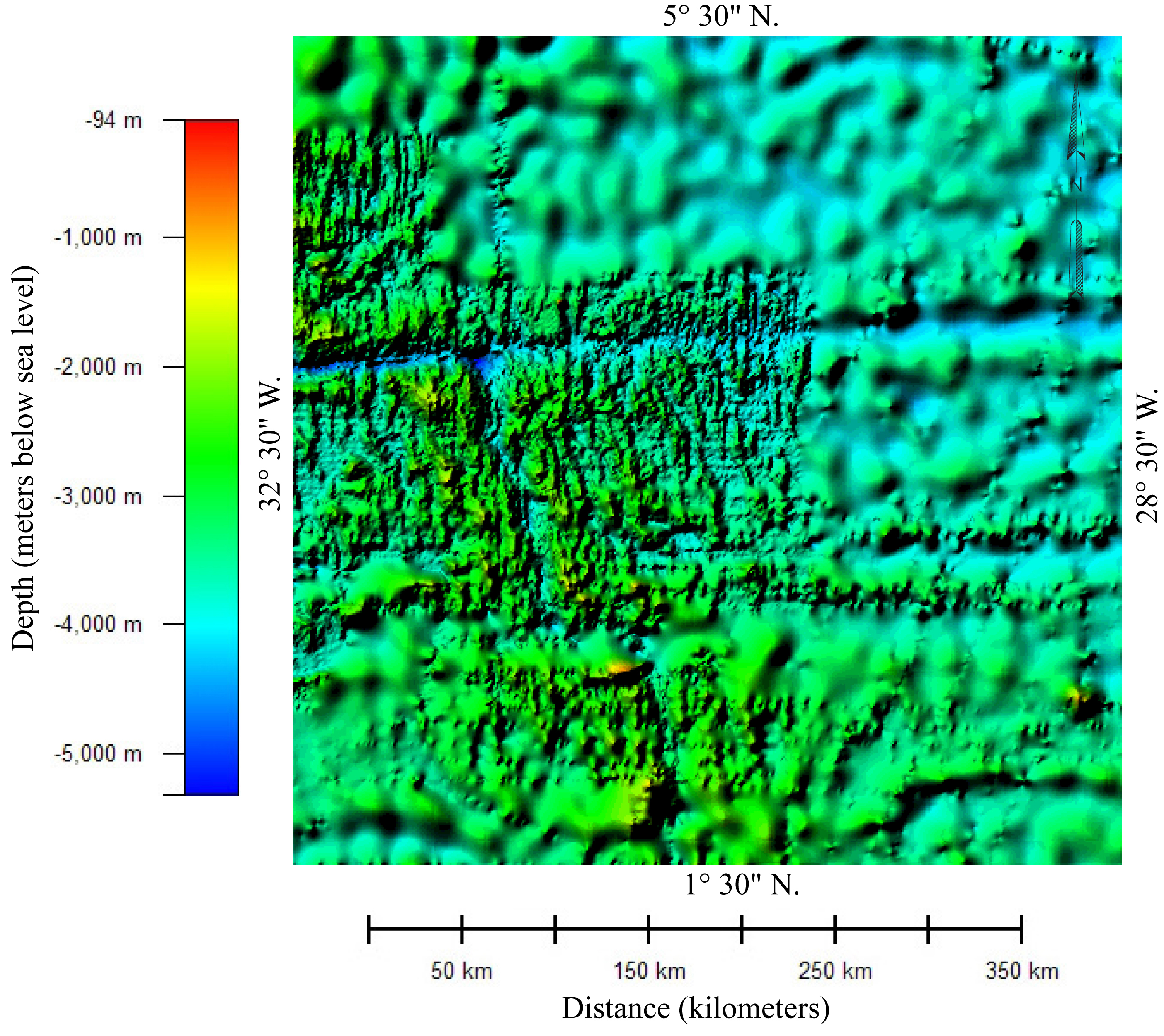
La profondeur du site du crash océan.